# 五里河公園
五里河公園（ごりがこうえん）は、遼寧省瀋陽市和平区にある渾河北岸の大規模な公園。西側は青年大街、東側は長青街まで至り、オリンピック健身路が公園を貫いている。214、272、286系統のバス路線は、公園正門を経由して、126、146系統のバス路線は終点となっている。